# Sinelmis uenoi
Sinelmis uenoi là một loài bọ cánh cứng trong họ Elmidae. Loài này được Satô & Kishimoto miêu tả khoa học năm 2001.